# 500 هـ
500 هـ هي سنة في التقويم الهجري امتدت مقابلةً في التقويم الميلادي بين سنتي 1106 و1107.

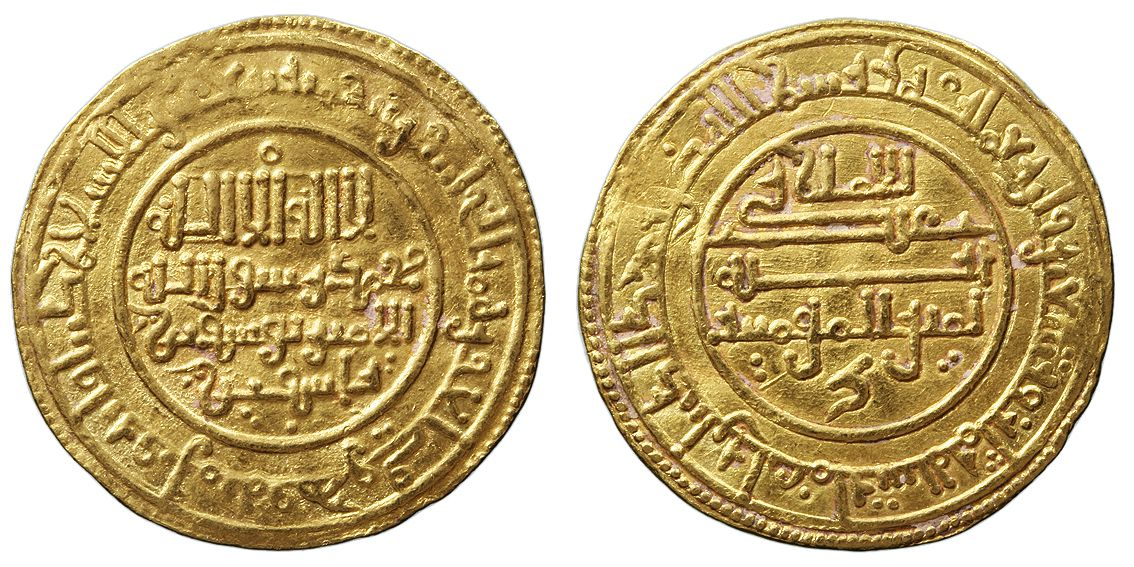
لقب ((أمير المؤمنين)) على دينار يوسف بن تاشفين

## أحداث
- 1 محرم - مبايعة علي بن يوسف بن تاشفين أميرا للمسلمين على رأس الدولة المرابطية في نفس يوم وفاة والده.

## مواليد
- محمد بن حبوس، شاعر مغربي عايش عصر المرابطين والموحدين.

## وفيات
- أبو الحسن السرخسي
- سعادة المستظهري
- يوسف بن تاشفين